# Wide Area Augmentation System
WAAS (Wide Area Augmentation System) és un sistema d'augmentació basat en satèl·lits desenvolupat pels Estats Units. Està ideat com un complement per a la xarxa GPS per proporcionar una major precisió i seguretat en els senyals, permetent una precisió en la posició menor de dos metres.

Logotip del sistema WAAS.

## Elements del sistemes WAAS
El sistema consta de 59 estacions de vigilància, anomenades estacions de referència d'àrea àmplia o WRS (Wide-àrea Reference Stations), 2 estacions mestres o WMS (Wide-àrea Màster Stations), 6 antenes per a la retransmissió de dades GES (Ground Earth Stations) i 3 satèl·lits geoestacionaris.
Les 24 estacions de vigilància estan instal·lades amb aproximadament 800 quilòmetres de separació al llarg dels Estats Units, Alaska, Hawaii i Puerto Rico.

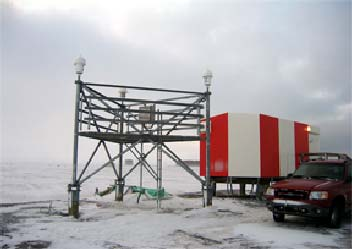
Estació de referència WAAS a Barrow, Alaska.

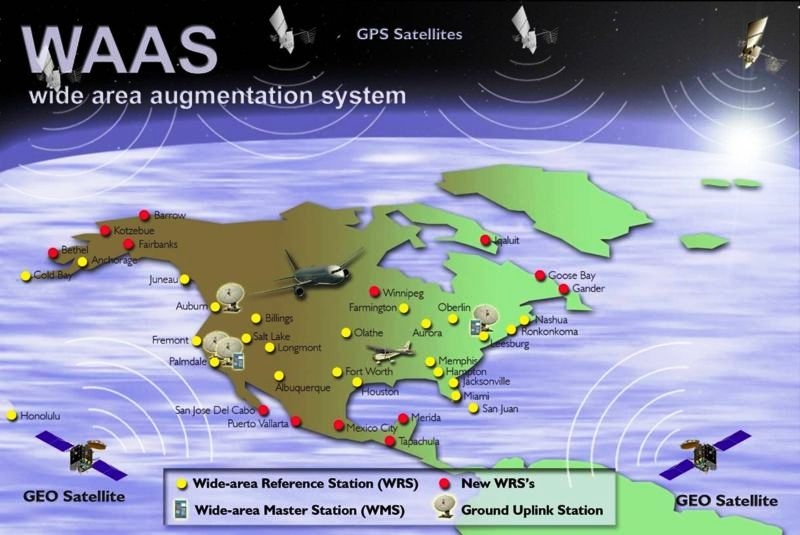
Zona de cobertura WAAS amb la localització aproximada de les 38 estacions de referència, les 2 estacions mestres i les 4 estacions de retransmissió de dades a maig de 2006.

### Estacions de Referència d'Àrea Àmplia (WRS)
Aquest sistema fa servir estacions de referència escampades amb aproximadament 500-1000 km de separació al llarg de la regió a cobrir. La separació de les estacions influirà en el grau de precisió del sistema WAAS. Això es correspon d'alguna manera amb les estacions de correcció diferencials del sistema DGPS marí dels Guardacostes dels Estats Units, però no transmeten els senyals de correcció elles mateixes. El que fan és observar els senyals GPS, les condicions ionosfèrics i el senyal de correcció WAAS i transmetre les dades a les estacions mestres. Cadascuna de les estacions base estarà composta per una unitat principal i dos de reserva per donar un alt grau de fiabilitat mitjançant la redundància.
Totes les estacions WRS contenen almenys un receptor de freqüència dual (L1 i L2) connectat a un oscil·lador de cesi, (rellotge de gran precisió), un sensor meteorològic, un processador i maquinari de xarxa per a transmissió de dades Ethernet cap a les estacions mestres.

### Estacions Mestres d'Àrea Àmplia (WMS)
Les estacions mestres del sistema WAAS prenen les dades de les estacions de referència (WRS), verifiquen els senyals de correcció anteriors i generen un nou senyal de correcció WAAS. Aquest senyal de correcció és transmesa a través de les estacions terrestres als satèl·lits geoestacionaris, com els de Inmarsat o satèl·lits exclusius, per ser enviades als receptors.
La WMS és responsable per filtrar totes les observacions GPS fetes des dels receptors de referència, estimant els estats dels models d'error: ionosfèric, de rellotge, efemèrides, etc. i calculant estimacions i generant finalment els missatges WAAS (trama de 250 bit) que seran enviats i aplicats als càlculs del pseudo-range fets en els receptors WAAS a bord de les aeronaus. Les estacions de referència també mostraran informació d'estatus de la constel·lació de satèl·lits GPS a l'operador.

### Estacions de Comunicacions (GES)
Són estacions terrestres encarregades de rebre els missatges WAAS de correcció de la WMS i retransmetre als satèl·lits geoestacionaris, els que al seu torn transmetran les correccions cap als receptors WAAS.

### Satèl·lits geoestacionaris
Els satèl·lits geoestacionaris transmeten el senyal de correcció en la banda de freqüència L1 del GPS, però utilitzen un codi pseudo-aleatori (PRC) diferent al dels satèl·lits GPS. Les antenes receptores del WAAS podrien aparentment ser incorporades directament al receptor GPS.
Com que el sistema ha de brindar integritat, disponibilitat, continuïtat i precisió sé aquesta pensant en l'ús de satèl·lits geoestacionaris d'ús exclusiu per a aquest sistema, aquests satèl·lits més de transmetre les correccions en radiodifusió, també realitzaran funcions de satèl·lits GPS geoestacionaris, garantint comptar amb el mínim nombre de satèl·lits les 24 hores del dia, per això es planeja usar una altra banda de freqüència com la L5 per evitar la interferència amb la constel·lació de 24 satèl·lits no estacionaris del GPS.

### Receptors del WAAS
Són equips receptors GPS amb la capacitat de poder rebre la informació de correcció WAAS dels satèl·lits geoestacionaris del sistema WAAS. Les correccions WAAS (missatges de 250 bits) rebudes seran aplicats als resultats dels càlculs de la pseudo-distància per després determinar la posició GPS.